# Antygona (córka Laomedona)
Antygona (gr. Ἀντιγόνη Antigónē, łac. Antigone) – w mitologii greckiej królewna trojańska.
Uchodziła za córkę Laomedona i siostrę Priama. Była niezwykle urodziwa; jej pycha (hybris) wywołała gniew Hery (miała szczycić się włosami piękniejszymi niż bogini). Bogini przemieniła włosy Antygony w węże; inni bogowie, ulitowawszy się nad losem dziewczyny, zamienili ją w bociana.